# Junioreuropamästerskapen i friidrott 2009
Junioreuropamästerskapen i friidrott 2009, hölls mellan 23 och 26 juli 2009 i Stadion Karađorđe i Novi Sad, Serbien.
Tyskland toppade medaljbordet med 25 medaljer totalt, inklusive 10 guld, framför Ryssland och Ukraina.